# Тургенев, Алексей Романович
Алексе́й Рома́нович Турге́нев ( 1711 -ум. 1777) — участник русско-турецкой войны 1735—1739 годов, советник Ревизион-коллегии, действительный статский советник, прадед русского писателя Ивана Сергеевича Тургенева

## Биография
Происходил из старинного дворянского рода Тургеневых и был старшим сыном бригадира Романа Семёновича Тургенева. 1 мая 1730 года назначен пажом ко двору Императрицы Анны Иоанновны, 17 января 1737 года произведён из пажей в поручики в Углицкий пехотный полк. Во время русско-турецкой войны 1735—1739 годов послан из-под Очакова курьером ко двору, но по пути был ранен и взят в плен турками.
В записках М. С. Мухановой история пребывания Тургенева в плену изложена следующим образом:

…Алексей Романович Тургенев, служил в пажах у императрицы Анны Иоанновны. По ревности, Бирон удалил его, послав в армию, действовавшую тогда против Турок, с приказанием его погубить. Он попался в плен и взят султаном в гарем, где подавал ему кофе и раскуривал трубку. Его принуждали принять магометанский закон, за что он претерпел много побоев, так что тоже может считаться исповедником. Любимая султанша увидела его как-то, пленилась его красотою, сжалилась над ним, передала ему какими-то средствами наполненный золотом кошелек, с советом бежать в отечество, и доставила ему вместе с этим проводников до границы. Мать его, женщина набожная, ежедневно молила Бога пред образом святителя Николая о благополучном возвращении сына, с обетом построить церковь. Однажды она молилась пред этим образом; внезапно отворяется дверь, и входит давноожидаемый сын. Она исполнила обет, построила церковь во имя св. Николая.

В действительности Тургенев находился в плену вплоть до заключения мира в 1740 году, после чего был определён капитаном в Рязанский драгунский полк и в том же году переведён в чине секунд-майора в Архангелогородский полк. Во время русско-шведской войны 1741—1743 годов участвовал во взятии Вильманстранда.
В 1749 году он был произведён в премьер-майоры, а 24 января 1751 года — в подполковники.
12 февраля 1753 года Тургенев за ранами был уволен от военной службы и 16 августа 1760 года назначен советником Ревизион-коллегии и Камер-коллегии с чином коллежского советника. При распределении чиновников в центральных учреждениях и губерниях в 1764 году он был определён в 4-й департамент Ревизион-коллегии и 27 сентября 1767 года произведён в статские советники.
18 июня 1772 года Тургенев был уволен от службы с чином действительного статского советника и скончался в 1777 году.
Тургенев был крупным помещиком: на 1753 год он владел 300 душами мужского пола в Воротынском, Мещовском, Медынском, Карачевском и иных уездах, а его супруга Прасковья Михайловна Сухотина (1832 г.р.) имела в приданом 500 душ.
Супруги имели трёх детей: Николая ( 1758 г.р.), Михаила (1751—25.05.1770) и Екатерину (1853 г.р.) (замужем за бригадиром Михаилом Адриановичем Стремоуховым).
В 1772 году проживали в Москве в приходе церкви Приложения Риз Господних, что близ Донского монастыря.